# Giovan Battista Ferrini
Giovanni Battista Ferrini (Rome, vers 1601, mort à Rome, le 14 novembre 1674) est un compositeur, organiste et claveciniste italien.

## Biographie
Giovan Battista Ferrini fut organiste à l'église Saint-Louis-des-Français de Rome à partir de 1619 ainsi qu'à l'église principale des oratoriens de Rome, la Chiesa Nuova (Santa Maria in Valicella), de 1623 à 1653. Il a pu faire partie de l'entourage proche de Girolamo Frescobaldi. Il se produit aussi dans différentes églises à Rome, par exemple à Saint-Pierre au Vatican, à Sainte-Marie Majeure, et à l'oratoire du Saint Crucifix de San Marcello, ou à participer à des concerts profanes ou à des événements musicaux.
On ne connaît de lui aucune œuvre de musique sacrée, et Ferrini semble avoir été un claveciniste émérite, connu en tant que tel par ses collègues sous le surnom de « Giovan Battista della spinetta ». Son œuvre n'a pas été publiée de son vivant, ni dans les années qui suivirent sa mort, mais sa musique circula largement sous forme de copies manuscrites.

## Discographie
- Opere per Clavicembalo par Roberto Loreggian chez Tactus Records (1996)